# Ligne de Seinäjoki à Oulu
La ligne de Seinäjoki à Oulu (finnois : Seinäjoki–Oulu-rata), dite aussi ligne d'Ostrobotnie (finnois : Pohjanmaan rata), est une ligne de chemin de fer, alternant voie unique et double voie, du réseau de chemin de fer finlandais qui relie Seinäjoki à Oulu.

## Histoire
La construction de la voie s'est faire par tronçons successifs :
- 1882: Haapamäki–Seinäjoki
- 1883: Seinäjoki–Vaasa
- 1885: Seinäjoki–Kokkola
- 1886: Kokkola–Oulu–Toppila